# Flávio Minuano
Flávio Almeida da Fonseca, appelé plus simplement Flávio Minuano (né le 9 juillet 1944 à Porto Alegre), est un joueur de football international brésilien, qui évoluait au poste d'attaquant.

## Carrière
Flávio joue notamment pour le Fluminense Football Club, le Sport Club Internacional et pour le Santos Futebol Clube dans le Campeonato Brasileiro.
International brésilien, Flávio participe à la Copa América 1963 où il finit deuxième au classement des buteurs avec cinq réalisations.

## Palmarès
- Campeonato Gaúcho : 1961, 1975 & 1976 - Internacional
- Campeonato Carioca : 1969 & 1971 - Fluminense
- Campeonato Brasileiro : 1970 - Fluminense, 1975 & 1976 - Internacional